# Batman: New Times
Batman: New Times es una película animada en CGI utilizando a los populares ladrillos para construir, Minimates, intentando vender a los juguetes de esta línea. La película es una versión Minimate de Batman y de Gotham City. Los modelos CGI usados están basados en la línea de juguetes Art Asylum, aunque son confundidos con los ladrillos LEGO. La película se estrenó en las salas de cine en enero del 2005.

## Reparto
- Adam West como Bruce Wayne/Batman.
- Joshua Adams como Robin/Dick Grayson.
- Alan Shearman como Alfred Pennyworth.
- Mark Hamill como Joker.
- Courtney Thorne-Smith como Catwoman/Ms. Kitka Karenska
- Dick Van Dyke Commisionado Gordon.
- Sean Fitzsimmons como Harvey Bullock.
- Anne Scheetz como Fiona Vost.
- Chrissy Kiehl como Harley Quinn.

## Argumento
Es víspera de Año Nuevo y Bruce Wayne es el anfitrión de una fiesta en la Mansión Wayne. Justo cuando conoce a la "Señorita Kitka" (Catwoman disfrazada, usando el mismo nombre falso que en la película de 1966, Batman: La película), él recibe una llamada del Comisionado Gordon, explicándole que el Joker está planeando un crimen para las vísperas.
Es el trabajo de Batman evitar la distracción de Harley Quinn y detener al Joker de realizar su plan criminal, pero las sorpresas recién empiezan...

## Producción
Cada año, los estudiantes crean una película corta para demostrar lo que han aprendido en clase. Batman: New Times fue estrenada en 2005 por la clase graduada del 2004 de la escuela Dave.

## Recepción
El éxito de Batman: New Times permitió a Marvel Comics y a Diamond Select Toys contratar a DAVE School y a sus estudiantes para producir una película comercial del mismo estilo usando personajes de Marvel, la película fue X-Men: Dark Tide.